# Нягол Тумангелов
Нягол Тодоров Тумангелов е бъларски анархист, син на участника в Априлското въстание Тодор Тумангелов.
Нягол е син на Тодор Москов Тумангелов и Гана Тумангелова. Брат е на на анархистите Нешо Тумангелов, Атанас Тумангелов и Раю Тумангелов.
Арестуван, бит и изтезаван в Околийското управление в град Пирдоп заедно с брат си Атанас, Георги и Нешо Мандулови. По-късно двамата с Атанас се укриват в Пловдив. В града продължава революционната си дейност, но поради провал, при който е убит Христо Гюлеметов – Бонбона, минават нелегалност. Укриват се в Пловдив, София, а зимно време и в Хасково.
Полицията усилено ги издирва и затова през пролетта на 1925 г. в района на Средна гора се присъединяват към Тумангеловата чета на брат им Нешо. В края на годината заедно с четата емигрира в Кралството на сърби хървати и словенци.
Братята Тумангелови са четници в Копривщенската анархо-комунистическа чета „Братя Тумангелови“. Взимат участие в почти всичките ѝ военни операции, с изключение на най-малкия – Раю, който е само ятак на четата.
Нягол Тумангелов е по професия техник-землемер. За него има някакви сведения, че участва като партизанин в Югославия в периода от 1941 до 1944 година.